# 닌텐도 종합개발본부
닌텐도 종합개발본부(약칭 닌텐도 IRD)는 일본 회사 닌텐도 내에 존재한 콘솔 하드웨어 및 관련 주변기기를 개발하는 부서였다.
본래 1970년대에 공학자 타케다 겐요를 관리자로 둔 닌텐도 개발 제삼부(약칭 닌텐도 R&D3)로 출발했으며, 당시 닌텐도 사업에 관련있는 하드웨어 기술 개발이 주업무였으며 그 외 여러 아케이드 및 콘솔 게임들을 직접 개발하기도 했다. 2000년, 3D 기술이 산업의 주축이 돼면서 타케다의 개발진이 '종합개발본부'로 독립해 닌텐도 차세대 게임기에 필요한 하드웨어 연구 및 개발에 집중했다.
2015년 9월 16일, 종합개발본부가 시스템개발본부와 합병해 닌텐도 기술개발본부로 재탄생하면서 원 부서는 해체됐다.

## 역사
1980년 12월, 타케다 켄요가 닌텐도 개발 제삼부의 관리자로 승진했다.
존속 당시 닌텐도 종합개발본부는 2가지 과로 나뉘었는데, 닌텐도의 가정용 게임기 하드웨어와 주변기기를 개발하는 과 '종합개발본부 (IRD)'와 닌텐도의 휴대용 게임기 하드웨어와 주변기기를 개발하는 과 '공학개발본부 (RED)'였다. 두 과 모두 다시 업무에 따라 세부단위로 분리해 일을 맡았다. 2013년 2월 16일, 닌텐도는 휴대용 게임기 개발을 맡은 닌텐도 RED가 닌텐도 IRD로 흡수됐음을 발표했다.

## 개발 목록
| 연도        | 이름                         | 플랫폼        |
| ----------- | ---------------------------- | ------------- |
| 1983        | 펀치 아웃!!                  | 아케이드      |
| 1984        | 슈퍼 펀치 아웃!!             | 아케이드      |
| 1985        | 암 레슬링                    | 아케이드      |
| 1985        | 패미컴 게임 팩               | 패밀리 컴퓨터 |
| 1987        | 마이크 타이슨의 펀치 아웃!!  | 패밀리 컴퓨터 |
| 1990        | 스타트로픽스                 | 패밀리 컴퓨터 |
| 1994        | 조다의 복수: 스타트로픽스 II | 패밀리 컴퓨터 |
| 1994        | 슈퍼 펀치 아웃!!             | 슈퍼 패미컴   |
| 1996        | 닌텐도 64                    | 하드웨어      |
| 1996        | 파일럿윙즈 64                | 닌텐도 64     |
| 1996        | 컨트롤러 팩                  | 닌텐도 64     |
| 1997        | 트랜스퍼 팩                  | 닌텐도 64     |
| 1997        | 럼블 팩                      | 닌텐도 64     |
| 1998        | 익스팬션 팩                  | 닌텐도 64     |
| 1999        | 닌텐도 64DD                  | 닌텐도 64     |
| 2001        | 닌텐도 게임큐브              | 하드웨어      |
| 2001        | 게임큐브 컨트롤러            | 게임큐브      |
| 2001        | 메모리 카드                  | 게임큐브      |
| 2002        | 메모리 카드 251              | 게임큐브      |
| 2002        | 웨이브버드 무선 컨트롤러     | 게임큐브      |
| 2003        | 게임보이 플레이어            | 게임큐브      |
| 2006        | Wii                          | 하드웨어      |
| 2006 (2010) | Wii 리모컨 (플러스)          | Wii           |
| 2006        | 눈차크                       | Wii           |
| 2006 (2009) | 클래식 컨트롤러 (프로)       | Wii           |
| 2006        | Wii 컨포넌트 케이블          | Wii           |
| 2007        | Wii 재퍼                     | Wii           |
| 2008        | Wii 휠                       | Wii           |
| 2008        | Wii 밸런스 보드              | Wii           |
| 2008        | Wii 스피크                   | Wii           |
| 2009        | Wii 모션플러스               | Wii           |
| 2012        | 닌텐도 3DS XL                | 하드웨어      |
| 2012        | Wii U                        | 하드웨어      |
| 2012        | Wii U 게임패드               | Wii U         |
| 2012        | Wii U 프로 컨트롤러          | Wii U         |
| 2012        | 닌텐도 2DS                   | 하드웨어      |
| 2013        | 뉴 닌텐도 3DS                | 하드웨어      |
| 2013        | 뉴 닌텐도 3DS XL             | 하드웨어      |

## 참조

### 내용주
1. ↑  일본어: 任天堂総合開発本部, 영어: Nintendo Integrated Research & Development Division
2. ↑  일본어: 任天堂開発第三部, 영어: Nintendo Research & Development No. 3 Department